# Rodrigo Afonso de Andrade
Rodrigo Afonso de Andrade (nacido Rodrigo Alfonso de Andrade c. 1352 -), señor de la Quinta de Ceiça, en Ourém, fue un noble gallego y portugués.

## Biografía
Era hijo de Juan Freire de Andrade (c. 1320 -), VII señor de Andrade, y de su esposa María Alfonso, y hermano menor de Pedro Fernández de Andrade y hermano mayor de João Freire de Andrade.
Caballero, tendrá llegado a Portugal con su tío, el maestre Nuno Rodrigues Freire de Andrade, estuvo en la batalla de Aljubarrota por el maestre de Avís y luego en la batalla de Ceuta, y vivió en la Quinta de Ceiça, en el límite de Ourém, según a la inquirición del 4 de enero de 1516 de su nieto Diogo de Andrade, al que se refiere Manuel José da Costa Felgueiras Gaio, y es ciertamente el Diogo de Andrade quien hay tirado una carta de armas para Andrade (Cancillería de Juan III de Portugal, Libro 1, fólio 45v). En esta inquirición testifican Cecília de Menezes y María de Menezes, que en 1451 era abadesa del monasterio de Vila do Conde, ambas hijas de Fernando de Menezes, señor de Cantanhede, y de su esposa Beatriz de Andrade, diciendo que el dicho Diogo de Andrade era primo segundo de su madre. Según se concluye de la carta de Duarte I de Portugal a su nieto, tuvo la tierra de la Torre da Sanha, en las afueras de Trancoso, que ya le llegó de su tatarabuelo Pedro Bermudes Freire de Andrade. Tendrá vivido, al menos durante algún tiempo, en Montemor-o-Velho, donde se casó, según la misma inquirición, con Mécia da Fonseca, con descendencia.